# Acte V au Trianon
Acte V au Trianon est un spectacle du groupe français les Wriggles enregistré le 23 septembre 2005 au théâtre le Trianon à Paris.

## Chapitres du DVD
1. Moi d'abord
2. Ce que les temps sont durs
3. Délit de face, yes !
4. La soirée se barre en couilles
5. Soucis en barre
6. Les voisins
7. Taxis
8. Le bouillon
9. Mon petit mec et moi
10. Ma philosophie
11. Course 1
12. Poupine et Thierry
13. Le p'tit pardon
14. Des laisses
15. Papillons
16. Si tu ...
17. Comme Rambo
18. T'es sympa tic
19. Course 2
20. Toutes
21. Fenêtre sur cœur
22. La petite olive
23. Un secret
24. Intro Petit porteur
25. Petit porteur
26. Village pourri
27. Mon agenda
28. Amour et Cul
29. Ah bah ouais mais bon
30. On se la pète (grave)
31. Car l'amour
32. Fullcash
33. Monolithe

## Bonus
- Les fausses pubs des Wriggles

## Fiche technique
- Réalisation : Jean-Louis Cap
- Production : Atmosphériques
- Les Wriggles : Christophe Gendreau, Stéphane Gourdon, Antoine Réjasse, Frédéric Volovitch, Franck Zerbib
- Mise en scène : Christian Lucas
- Arrangements : Philippe Eidel
- Lumières : Cristèle Moreau
- Son, façade et retour : Jérôme Favrot-Maës, Nicolas Drobinski
- Cadreurs : Gérard Bajciar, Thierry Bourdiec, Karim Boukerche, Nicolas Dequin, Lionel Eskenazi, Laurent Grellet, Guy Lallier, Catherine Logette
- Costumes : Elizabeth Dordevic
- Son façade : Jérôme Favrot-Maës
- Son retour : Nicolas Drobinski
- Prise de son : Olivier Gros
- Régie enregistrement et live : Benjamin Riboud
- Régie générale : Claudia Rodriguez, Olivier Volovitch
- Scripte : Bernadette Lombard
- Montage : Axel Fisher
- Mixage : Jérôme Favrot-Maës, Sylvain Mercier
- Mastérisation : Tim Young
- Authoring : Dubbing Brothers
- Management: Jean-Michel Mouron
- Production exécutive pour Martange : Nathalie Roger, Jean-Eric Macherey, Hélène Dragoman
- Production exécutive pour Athmospériques : Guillaume Cointet, Hélène Texier
- Photos : Pascal Aimar
- Artwork : Dimitrisimon.com